# Linyphia chiapasia
Linyphia chiapasia là một loài nhện trong họ Linyphiidae.
Loài này thuộc chi Linyphia. Linyphia chiapasia được Willis J. Gertsch & Michael Davis miêu tả năm 1946.